# Aoplus rarior
Aoplus rarior är en stekelart som beskrevs av Heinrich 1961. Aoplus rarior ingår i släktet Aoplus och familjen brokparasitsteklar. Inga underarter finns listade i Catalogue of Life.